# Pedro-Martín Balda
Pedro-Martín Balda Basarte (Pamplona, 1920-Pamplona, 2009), fue un artista navarro conocido por su faceta de pintor y cartelista. Además, uno de los rasgos más característicos de su carrera es el de haber firmado durante más de medio siglo muchas de las pancartas que las peñas de Pamplona exhiben durante las fiestas de San Fermín.

## Biografía
Nacido un 14 de marzo de 1920 en la calle San Antón de Pamplona, Pedro-Martín Balda era el cuarto de los ocho hijos que tuvo el matrimonio compuesto por el militar Ángel Balda Pinaqui y Victorina Basarte Muro, maestra y directora del desaparecido Colegio de Nuestra Señora del Pilar, sito en la ya citada calle San Antón. Durante su infancia, sus estudios (en el colegio Huarte de la calle Mayor) se enfocan hacia la música. Así, Balda recibe lecciones de solfeo de la mano de Remigio Múgica, en tanto que Felipe Aramendía y José Antonio Huarte lo introducen en el mundo del violín. En 1937 pasa a formar parte de la Orquesta Santa Cecilia, donde alcanza el puesto de primer violín tres años más tarde. Formará parte también del Orfeón Pamplonés y de otras agrupaciones musicales, interviniendo asimismo en funciones de teatro y zarzuela como actor, cantante y músico.
Así, las inquietudes por el mundo de las artes de Balda lo llevan a practicar en la década de 1940 otras disciplinas como la fotografía, recibiendo en 1947 el primer premio del concurso de San Fermín. Además, forma parte del grupo teatral  El Lebrel Blanco. Es en este momento cuando Balda se interesa por la pintura e inicia un aprendizaje autodidacta.
Casado con Olivia Berástegui, se establecen en el número 5 de la calle Pozoblanco de Pamplona, un edificio del siglo XIX, obra de Pedro Arrieta, donde hoy en día tiene su estudio el también pintor Pedro Salaberri. El matrimonio tiene tres hijos. Además de su labor como artista, Balda trabaja en Casa Ciga, el conocido comercio textil para el hogar en el centro pamplonés, y, posteriormente, en un negocio familiar de gasolineras. Durante la década de 1980 es nombrado miembro de la Junta de la Hermandad de la Pasión del Señor, llegando a ocupar el cargo de subprior.
Ya en el tramo final de su vida, recibe el pañuelo de honor del Ayuntamiento de Pamplona en las fiestas de San Fermín de 1991 junto con José María Pérez Salazar y Manuel Turrillas. Con este último, comparte también un homenaje del Hotel Maisonnave por su aportación a los Sanfermines, siendo también reconocido en este acto el médico e historiador José Joaquín Arazuri.
Finalmente, Pedro-Martín Balda fallece el 27 de diciembre de 2009 en Pamplona, a la edad de 89 años.

## Cartelista
Tras algunas exposiciones colectivas e individuales en los años 40,entre las décadas de 1950 y 1980 su carrera artística se centra en la cartelería. Tanto en solitario como en colaboración con otros artistas del momento, Pedro-Martín Balda diseña y gana por concurso cuatro carteles oficiales de las fiestas de San Fermín: 1951 (con Ramón Millor), 1955 (con Muñoz Sola), 1956 y 1960 en solitario, además de algunos accésits y carteles finalistas. En todos ellos son clave elementos característicos de las fiestas pamplonesas, como los toros, el encierro, los kilikis y la música. Observar estos carteles permite, además, advertir una evolución en la pintura de Balda, marcando el cartel de 1960 un punto de inflexión en la cartelería sanferminera y en el estilo del artista. De hecho, los carteles de Balda pasan de caracterizarse por coloridas composiciones llenas de elementos a ser diseños en los que el artista transmite con menos elementos compositivos, más sintéticos y contemporáneos, mensajes de gran fuerza.
Durante esta época, además, diseña carteles y programas para otro tipo de festividades y eventos, como las fiestas patronales de otros municipios navarros (destacando las fiestas de Santa Ana en Tudela y las fiestas de Sangüesa durante buena parte de la década de 1960), eventos deportivos o la Semana Santa pamplonesa, a la que estuvo ligado durante toda su vida.

La producción como cartelista de Pedro-Martín Balda abarca, además, las famosas pancartas de las peñas de Pamplona. La primera de ellas fue para la desaparecida peña Iruña-ko, en el año 1943. Desde entonces y hasta el año 2000, cuando la peña Oberena le hace su último encargo, unas doscientas pancartas peñeras pasaron por las manos de Balda. Casi seis décadas en las que los satíricos dibujos diseñados en las blancas telas hicieron un mordaz repaso a la actualidad pamplonesa y foránea, llegando a realizar hasta 8 pancartas en un mismo año. El propio artista describía de esta forma las pancartas en un libro editado por la Caja de Ahorros Municipal de Pamplona en 1981:
“El dibujo ha de acusarse con ironía, gracia y respetuoso atrevimiento, de todo cuanto suceda en Pamplona, en este país o en el mundo entero (que hoy es más pequeño) con franqueza y la sana y santa intención de hacer reír y no para ofender”.
Durante años Balda tiene que presentar los bocetos previos de las pancartas antes de pintarlas, para pasar la censura previa gubernativa (siendo censuradas algunas de ellas), hasta que en 1966 se aprueba la Ley de Prensa del ministro franquista Fraga Iribarne.

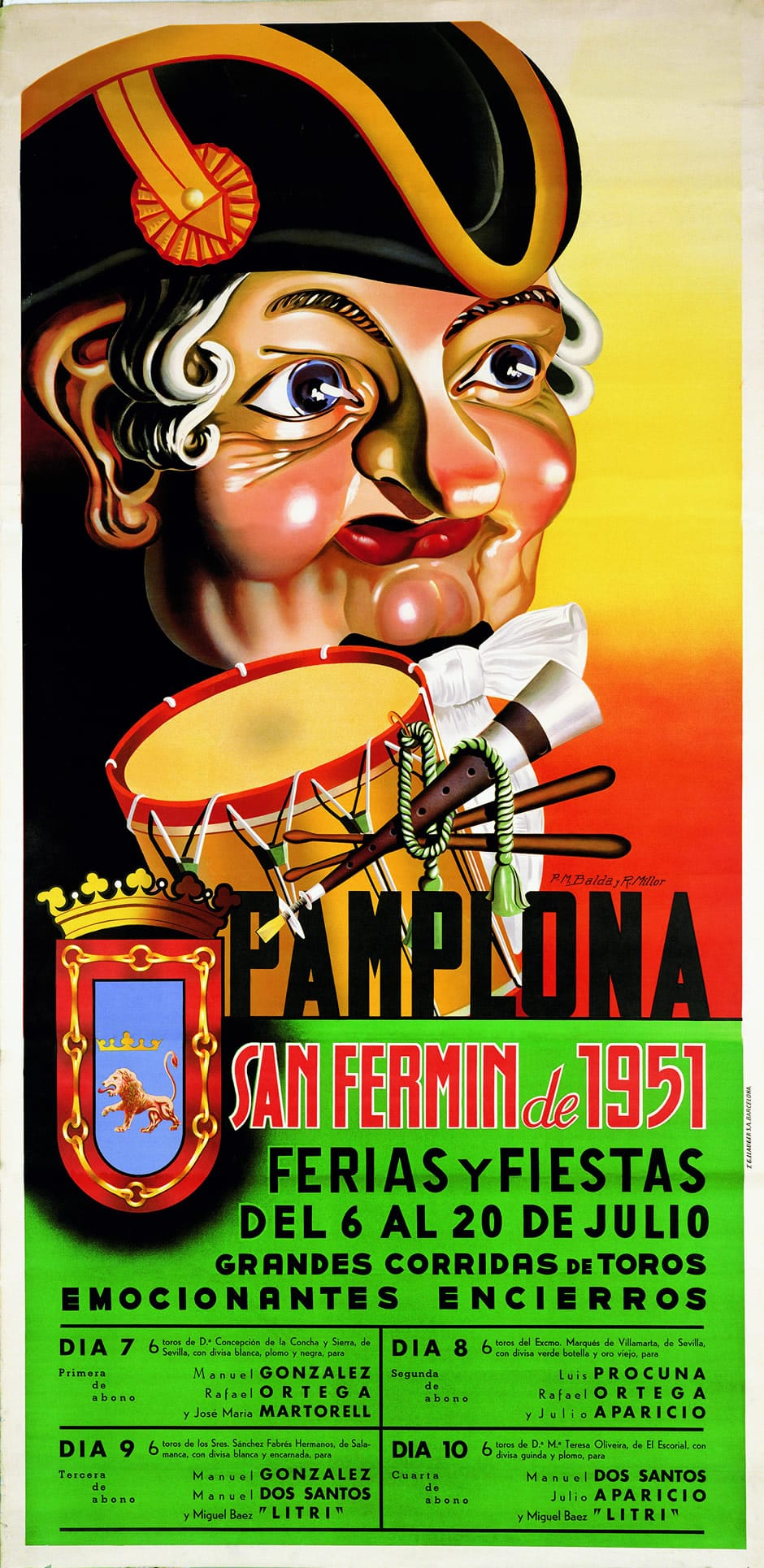
Cartel de San Fermín 1951, realizado junto a Ramón Millor
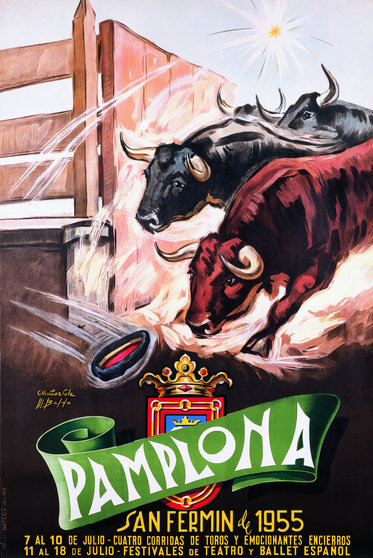
Cartel de San Fermín 1955, realizado junto a Muñoz Sola
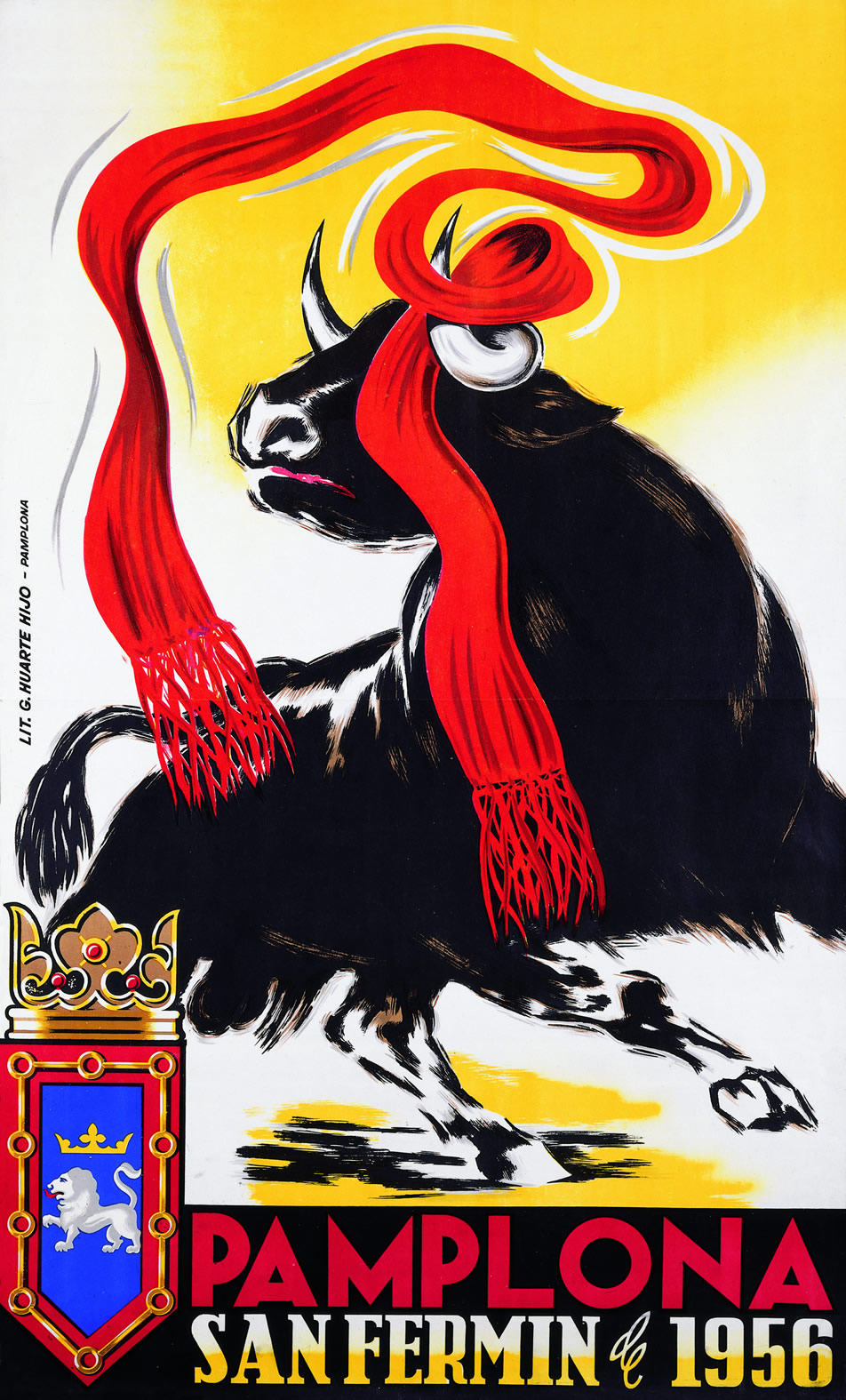
Cartel de San Fermín 1956
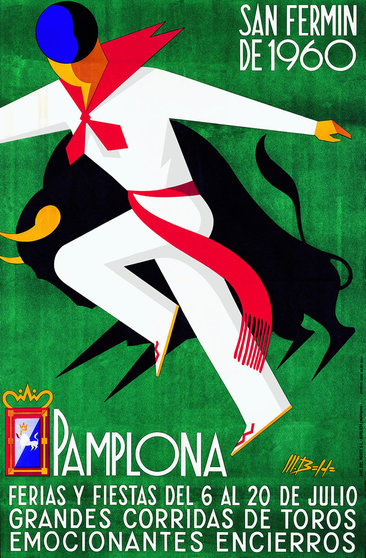
Cartel de San Fermín 1960
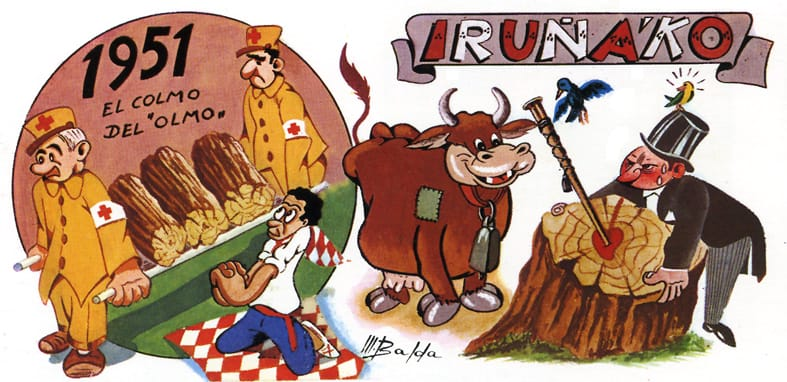
Pancarta peña Iruña-ko 1951
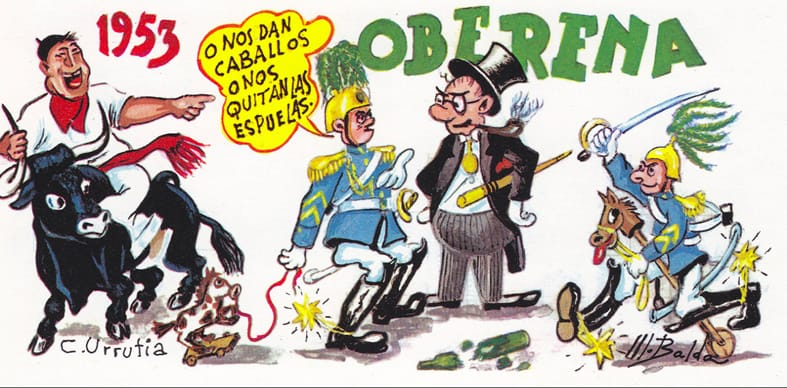
Pancarta peña Oberena 1953
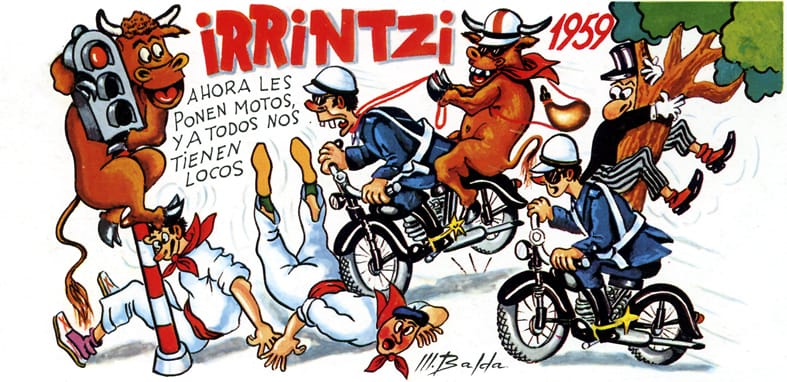
Pancarta peña Irrintzi 1959
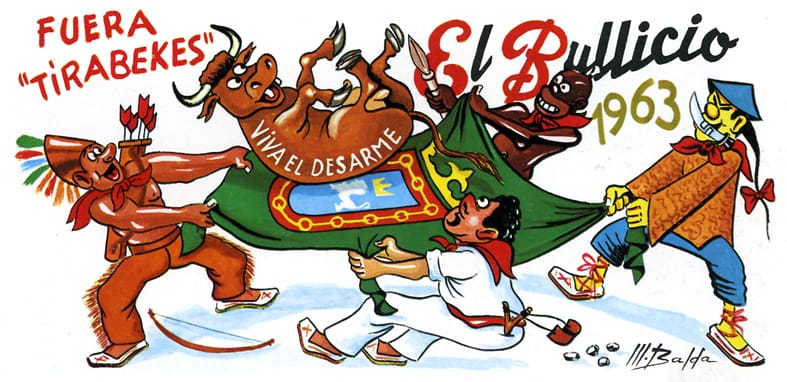
Pancarta peña El Bullicio 1963
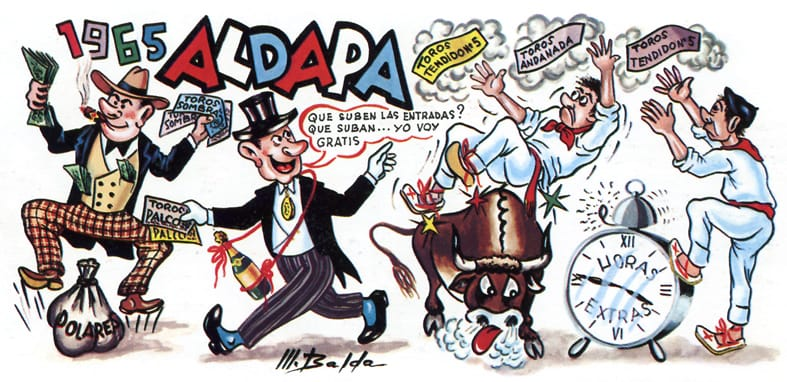
Pancarta peña Aldapa 1965

## Paisajista
Balda encuentra en las calles de Pamplona, en sus alrededores y en el paisaje navarro una fuente de inspiración para sus obras. Tanto en su estudio como en el campo, su estilo se caracteriza por la calma de las escenas, por su capacidad para transmitir una sensación de quietud, habitualmente en lienzos medianos y pequeños. La técnica más habitual en sus obras es el óleo, mostrando una pintura de herencia post-impresionista y caracterizada por su colorido.

Desde la década de 1980 retoma y centra su obra en la pintura del paisaje, enmarcándola en la tradición del paisajismo navarro, jugando con las luces y pintando in-situ, al igual que otros artistas de su generación como Lasterra, Ascunce, Muñoz Sola o Larraga. Una de sus temáticas predilectas son los paisajes nevados de la ciudad o del campo. En esta época realiza varias exposiciones individuales.

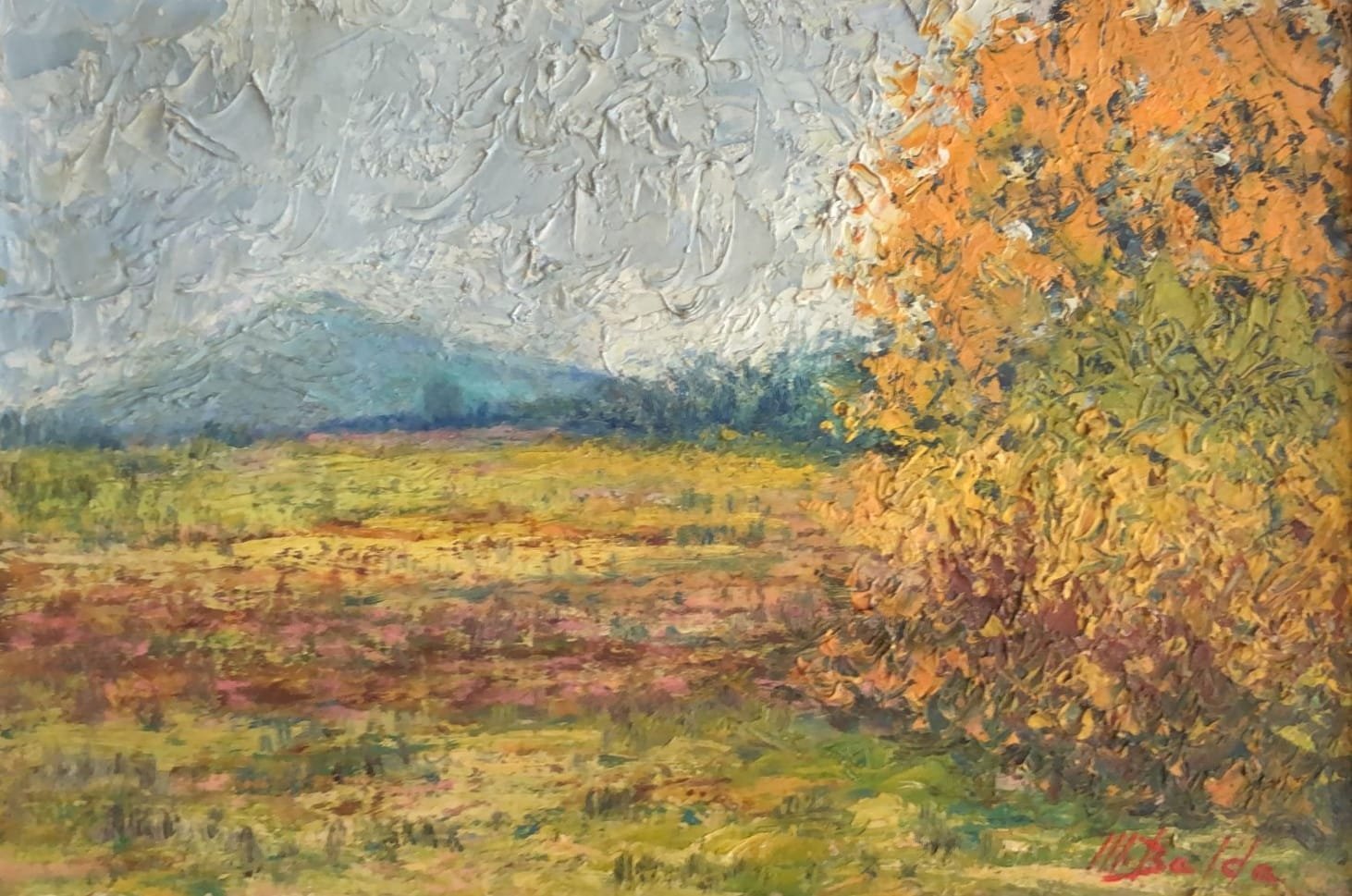
Paisaje navarro otoñal
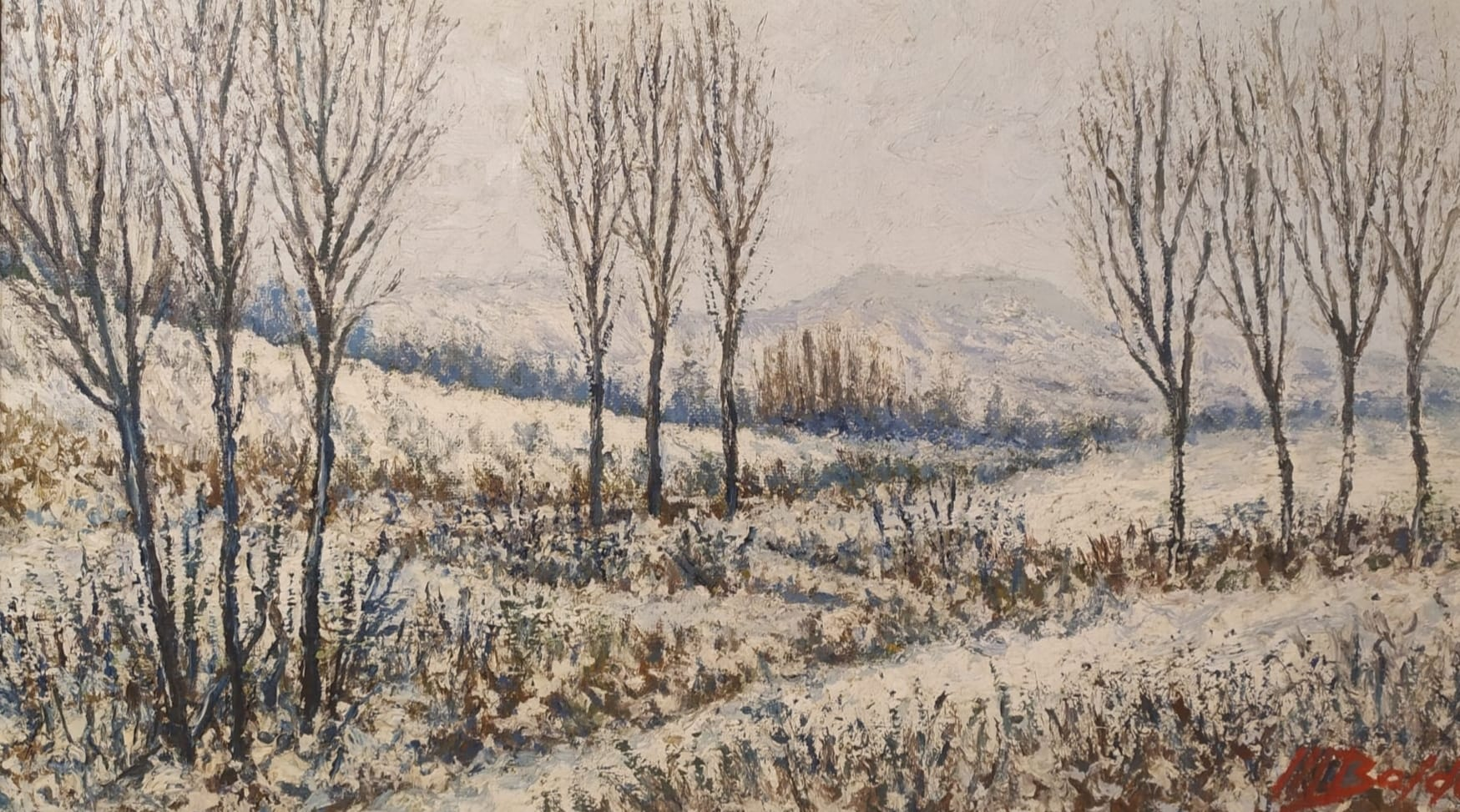
Paisaje navarro invernal
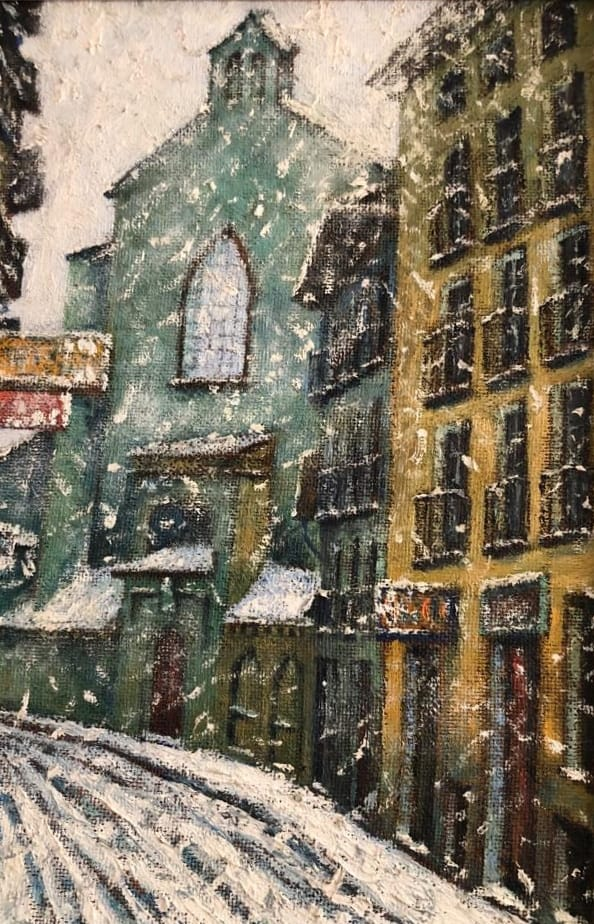
Calle Campana bajo la nieve
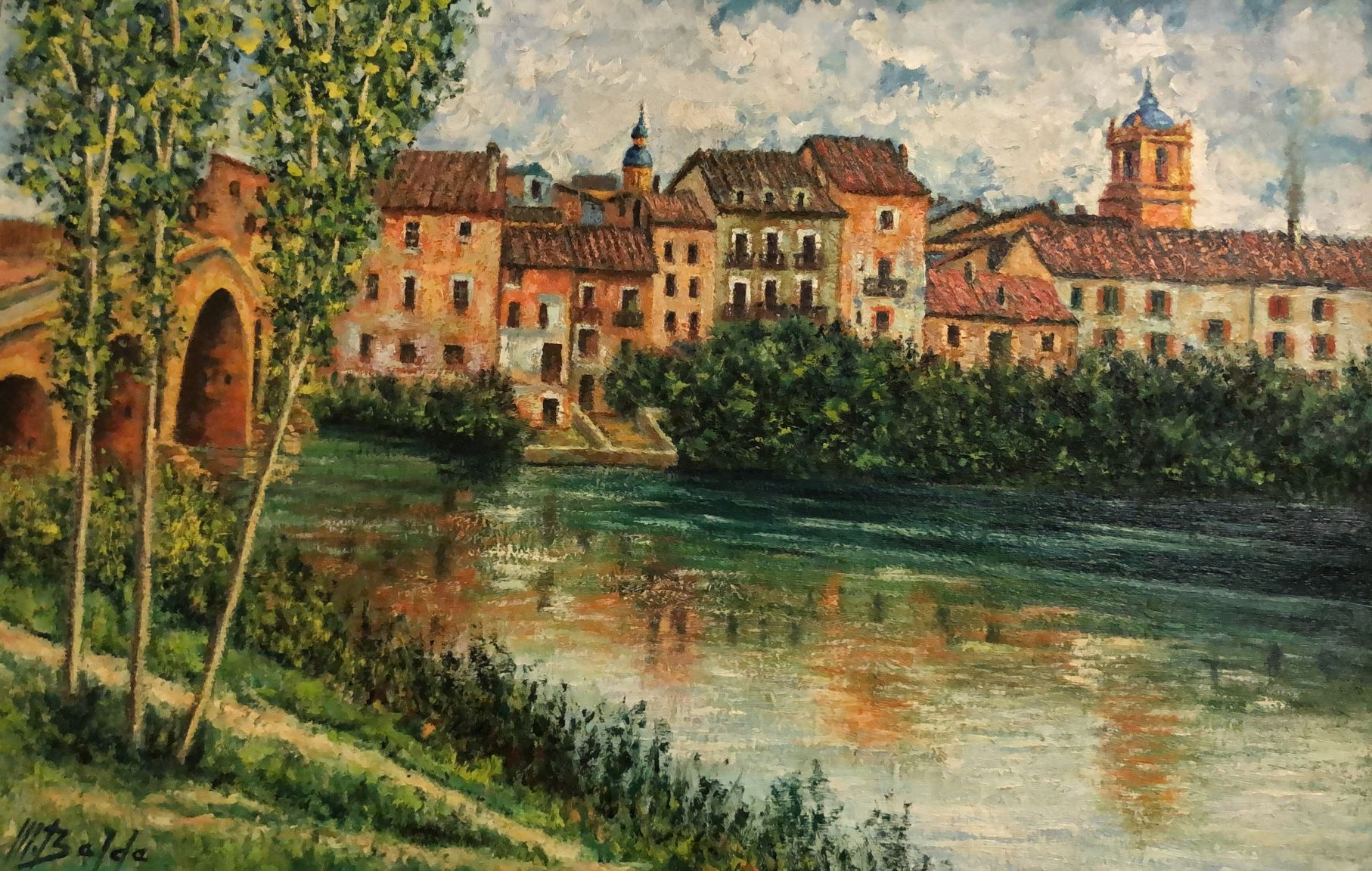
Vista de Puente la Reina

## Otras disciplinas
Además de los paisajes y carteles, Pedro-Martín Balda realiza numerosas acuarelas e ilustraciones en publicaciones locales y regionales, singularmente viñetas de humor gráfico, así como miniaturas en pergaminos destinados a premios u homenajes.